# Broadband ISDN
Broadband ISDN (lub ang. B-ISDN) - szerokopasmowa sieć, opracowana jako rozwinięcie klasycznej sieci ISDN. Prace nad B-ISDN prowadziła Międzynarodowa Unia Telekomunikacyjna (ITU-T) od roku 1990. W wyniku tych prac wyłoniła się technika ATM. Obecnie pojęcia B-ISDN praktycznie się nie używa, gdyż wszystkie jej cechy i funkcje zostały przejęte przez ATM.